# Hannibal TV
Hannibal TV (în arabă قناة حنبعل) este o televiziune privată generalistă din Tunisia.